# جوی بوچمپ
جوی بوچمپ (انگلیسی: Joey Beauchamp؛ ۱۳ مارس ۱۹۷۱ – ۱۹ فوریهٔ ۲۰۲۲) بازیکن فوتبال اهل بریتانیا بود.
از باشگاه‌هایی که در آن بازی کرده‌است می‌توان به باشگاه فوتبال سوئیندون تاون، باشگاه فوتبال سوانزی سیتی، باشگاه فوتبال آکسفورد یونایتد، باشگاه فوتبال ابینگدون تاون، و باشگاه فوتبال وستهام یونایتد اشاره کرد.